# Манор, Наташа
Ната́ша Манор (ивр. נטשה מנור‎, театральный псевдоним, настоящее имя Наталья Войтулевич-Манор) — советская и израильская театральная и киноактриса, ведущая актриса театра «Гешер», ведущая программы «Семь сорок» на канале «Израиль плюс».

## Биография
Родилась 15 августа 1958 года в городе Ульяновске, девичья фамилия — Силантьева. Получила высшее образование в Ульяновском юридическом институте. Училась два года во ВГИКе на отделении киноведения, потом перешла во ЛГИТМиК на курс Ларисы Малеванной. Там она познакомилась со своим первым мужем Игорем Войтулевичем. После свадьбы они переехали в Москву, где Наташа Манор окончила ГИТИС (актёрско-режиссёрский факультет) на экспериментальном курсе-мастерской Андрея Александровича Гончарова и Марка Анатольевича Захарова. В дипломном спектакле «Страсти по Митрофану» (по пьесе «Недоросль» Фонвизина, режиссёр Евгений Арье) исполнила роль госпожи Простаковой, за которую получила приз «Надежда», как лучшая начинающая актриса.

## Творческая деятельность
С 1986 года по 1990 год играла в театре имени Маяковского. Награждена Золотой медалью академии театрального искусства России. Снялась в фильмах «Плохая квартира» и «Феофания, рисующая смерть».
В 1990 году переехала в Израиль. В Израиле стала одной из основателей театра «Гешер» и его ведущей актрисой. С 2000 года Наташа Манор также выступает в качестве певицы с концертными программами, исполняя старинные и современные романсы. В качестве фотомодели снялась в фотосессии для центра эстетической косметологии.
С ноября 2002 года по января 2013 года была постоянной ведущей популярной развлекательной программы «Семь сорок» на канале «Израиль плюс» вместе с Яном Левинзоном.
В 2007 году Наташа Манор получила премию в категории «Лучшая женская роль» на фестивале «Театронето» в Акко, за роль в спектакле «Так все и было» режиссёра Йорама Фалька, основанном на рассказе Наталии Гинзбург. Она играет жену Альберто, за которого она вышла замуж, хотя и знала, что он изменяет ей. Она любит Альберто и готова его простить, но теряет ребёнка и в конце концов ломается, стреляет в мужа и убивает его.

## Призы и премии
- приз «Надежда» в категории «Лучшая молодая актриса».
- приз «ТеатроНетто»[ивр.] в категории «Лучшая женская роль».
- приз за лучшую женскую роль в фильме «Байт мешутаф»[ивр.] на кинофестивале в Сан-Франциско.
- телевизионная премия «Золотая Девятка-2007».

## Спектакли

### В театре имени Маяковского
- «Страсти по Митрофану», режиссёр — Евгений Арье — госпожа Простакова
- «Закат»(Исаак Бабель), режиссёр — Андрей Гончаров, режиссёр Юрий Иоффе — Маруська
- «Наливные яблоки», режиссёр — Андрей Гончаров, художник — Борис Бланк — Филицата
- «Розенкранц и Гильденстерн мертвы», режиссёр — Евгений Арье — королева Гертруда

### В театре Гешер
- «Дело Дрейфуса», режиссёр — Евгений Арье (Зина)
- «Мольер», режиссёр — Евгений Арье (Мадлен Бежар)
- «Если бы …», режиссёр — Евгений Арье (Госпожа Простакова, сваха, Эльзевира Давидовна)
- «Розенкранц и Гильденстерн мертвы», режиссёр — Евгений Арье (Королева Гертруда)
- «Адам – сын собаки»[ивр.] (Александр Червинский), режиссёр — Евгений Арье (мадам Файн, Клопфер, Рут, Айрис)
- «Идиот», режиссёр — Евгений Арье (Настасья Филипповна)
- «На дне», режиссёр — Евгений Арье (Настя)
- «Тартюф», режиссёр — Евгений Арье (Эльмира)
- «Деревушка»[ивр.], режиссёр — Евгений Арье (мать Даси, Клара Эрдель)
- «Город. Одесские рассказы», режиссёр — Евгений Арье (Арина, Маргарита Прокофьевна)
- «Три сестры», режиссёр — Евгений Арье (Ольга)
- «Река», режиссёр — Евгений Арье (Огудалова Харита Игнатьевна)
- «Мадемуазель Жюли», режиссёр — Йоси Израэли[ивр.] (Кристина)
- «Сон в летнюю ночь», режиссёр — Евгений Арье (Титания)
- «Раб»[ивр.] (Исаак Башевис-Зингер), режиссёр — Евгений Арье (графиня Тереза Пилицкая)
- «Все хотят в Голливуд», режиссёр — Илан Торен (Эллейн)
- «На 2 голоса» (Брайен Фрил), режиссёр — Евгений Арье (Соня Серебрякова)
- «Вариации для театра с оркестром», режиссёр — Евгений Арье
- «Момик»[ивр.] (Давид Гроссман), режиссёр — Евгений Арье (Бела Маркус, тетя Итка)
- «Вишнёвый сад», режиссёр — Евгений Арье (Любовь Андреевна Раневская)
- «Тот самый Мюнхгаузен», режиссёр — Евгений Арье (Якобина фон Мюнхаузен)
- «Якиш и Пупче» (Ханох Ле́вин), режиссёр — Евгений Арье и Шимон Мимран (мать Якиша)
- «Так все и было» (Наталия Гинзбург), режиссёр — Йорам Фальк (моноспектакль)
- «Враги. История любви» (Исаак Башевис-Зингер), режиссёр — Евгений Арье и Рои Хен (Ядвига)
- «Шесть персонажей в поисках автора», режиссёр — Евгений Арье (первый персонаж)
- «Ревизор», режиссёр — Евгений Арье (Анна Андреевна)
- «Предназначена себе», режиссёр — Йорам Фальк
- «Голубь и мальчик», режиссёр — Евгений Арье и Рои Хен (тётя мальчика)

## Фильмография
- «Плохая квартира» (СССР)
- «Феофания, рисующая смерть» (СССР)
- «Эрец хадаша» (Израиль)
- «Маленькая страна — большой человек» (Израиль)
- «Афарсек» (Израиль)
- «Бейт Ави»[ивр.] (Израиль)
- «Зинзана»[ивр.] (Израиль)
- «Байт мешутаф»[ивр.] (Израиль)
- «Иш ха-хашмаль» (Израиль)
- «Под небом Вероны» (Россия — Израиль)
- «Родственный обмен» (Россия)
- «Ширут хадарим»[ивр.] (Израиль)
- «Вояж» (Франция)
- «Лина&Лена» (Австрия)
- «Цыплёнок жареный» (Россия)